# Trent Reznor
Michael Trent Reznor (Mercer, Pennsilvània, 17 de maig de 1965) és un músic, compositor, productor i multiinstrumentista estatunidenc. Va fundar i lidera la banda Nine Inch Nails i va pertànyer a altres grups com Option 30, Exotic Birds i Tapeworm, entre d'altres. El 2007, Reznor va acabar el seu contracte discogràfic amb Interscope Records i passà a ser un artista independent. És considerat com una de les figures creatives més aclamades de la seva generació musical.
El primer llançament de Reznor amb Nine Inch Nails, Pretty Hate Machine, va ser un èxit comercial i ha creat, des de llavors, diversos àlbums d'estudi i discos senzills. Ha treballat amb David Bowie, Adrian Belew, Saul Williams i Marilyn Manson (considerat per molts com el protegit de Reznor). El 1997, Reznor va aparèixer en la llista de la gent més influent dels Estats Units elaborada per la revista Time, i la revista Spin l'ha descrit com "l'artista més vital".
En 2010 Reznor, en col·laboració amb Atticus Ross, va compondre la música de la pel·lícula La xarxa social (The Social Network), del director David Fincher, que tracta sobre la fundació de Facebook. Van guanyar el Globus d'Or i posteriorment l'Oscar a millor banda sonora del 2011. El soundtrack va ser llançat per The Null Corporation, el segell discogràfic independent de Reznor.

## Biografia

### Joventut
Michael Trent Reznor va néixer el 17 de maig de 1965 en Mercer, Pennsilvània. A l'edat de cinc anys va començar a prendre classes de piano, i després va aprendre de forma autodidacta a tocar la tuba i el saxòfon. Els seus pares es van divorciar el 1970 i Reznor va ser criat pels seus avis. En una entrevista el 1995, el seu avi Bill Clark va remarcar: "la música era la seva vida, des que era petit. Tenia un do."  Reznor ha dit en entrevistes que odiava la seva formació i que estava molt avorrit amb el lloc solitari i pacífic on va ser criat. La major part del temps, Reznor estava aïllat d'altres nens. Va dir que ell no encaixava. Tampoc hi havia molt accés a la ràdio i la televisió; no obstant això aquest era la seva única sortida una vegada que va entrar en l'escena del rock alternatiu a partir dels anys 70 endavant. Reznor habitualment experimentava un rebuig emocional cap a les noies, que es pot deduir en les seves cançons. Fins i tot va dir, "Volia escapar del poble petit dels Estats Units. Explorar. La meva experiència de vida va venir de mirar pel·lícules, TV, i llegir llibres i revistes. Quan la teva cultura ve de mirar TV tots els dies, estàs bombardejat d'imatges de coses que semblen bufones, llocs que semblen interessants, gent que té feines i carreres i oportunitats. Res d'això va passar on jo estava. Gairebé t'ensenyen a adonar-te que això no és per a tu."
A les escoles secundàries de l'àrea de Mercer, Reznor també va aprendre a tocar el saxofon i la tuba. Va ser membre de la banda de jazz i la banda marcial. El exdirector de la banda de la secundària Mercer Hendley Hoge recordava Reznor com "molt alegre i amistós."  Reznor també es va involucrar en el teatre mentre estava fent la secundària. Els seus companys el van escollir com el millor en Drama pels seus papers de Judes a Jesucrist Superstar i Professor Harold Hill a the Music Man.
Reznor es va graduar de la secundària el 1983 i es va inscriure en l'Allegheny College. Va estudiar enginyeria en computació i música, i es va unir a la banda local anomenada Option 30 que tocava tres cops per setmana. Al cap d'un any a la universitat, Reznor va decidir abandonar-la per dedicar-se a temps complet a la seva carrera en la música.
Amb el seu amic de la secundària Chris Vrenna, Reznor es va mudar a Cleveland, Ohio. El 1985, es va unir a una banda anomenada The Innocent com a teclista. Van treure un àlbum, Livin' in the Street, però Reznor els va deixar després de tres mesos.
El 1986, Reznor va aparèixer com a membre de la banda de ficció The Problem en el film Light of Day. També es va unir a la banda local de Cleveland, Exotic Birds.
Va aconseguir treball en el Right Track Studio (ara conegut com a Midtown Recording) a l'àrea de manteniment. El propietari de l'estudi, Bart Koster, va comentar que Reznor "és tan polit en tot el que fa. Quan aquest tipus encerava el pis, quedava bàrbar."  Koster li va permetre a Reznor usar l'estudi fora de les hores de treball, que va usar per gravar demos de cançons que van formant part del primer àlbum de Nine Inch Иails, Pretty Hate Machine. Aquests peces van ser llançades després com un bootleg amb el nom de Purest Feeling.

### Depressió
Durant els 5 anys entre els discos The Downward Spiral (1994) i The Fragile (1999), Trent Reznor va lluitar contra una depressió clínica, desordre d'ansietat social, bloqueig d'escriptor, i la mort de la seva àvia. Reznor també va revelar que estava sofrint una addicció a l'alcohol i a la cocaïna durant l'època de Fragile. Se sap que Reznor va pensar en suïcidar-se durant aquest període. En una entrevista el 1999 per a la revista Rolling Stone, va dir que "Em va costar temps asseure'm i canviar els meus pensaments i la vida que m'envoltava. Vaig haver de donar-me una bufetada: 'Si vols matar-te, fes-ho, estalvia-li a algú el problema. O ordena les teves coses.'"

## Altres activitats

### Treball fora de Nine Inch Nails
Reznor va compondre al costat de Brian Warner diverses de les seves pistes dels àlbums de la banda Marilyn Manson, Smells Like Children (1995) i Antichrist Superstar (1996), a més de les bandes sonores de les pel·lícules Natural Born Killers i Lost Highway. Reznor apareix en els crèdits de "Driver Down" i "Videodrones; Questions" en la banda sonora soundtrack, mentre que la pista "The Perfect Drug", està acreditada a Nine Inch Nails. Reznor va cantar els cors a "Past the Mission", una cançó de Tori Amos de 1994 de l'àlbum Under the Pink. El 1998 Reznor va produir una mescla de la cançó de Notorious B.I.G., "Victory" en la qual també apareix Busta Rhymes. La música del videojoc d'id software, Quake, està acreditada a Trent Reznor i Nine Inch Nails; Reznor va ajudar a gravar els efectes de so i l'àudio ambiental, i en el joc el logotip de NIN apareix en les caixes de munició del joc. L'associació de Reznor amb id Software va començar perquè Reznor va ser seguidor del joc Doom. Es va reunir amb id Software el 2003 per a fer d'enginyer de so de Doom 3, encara que a causa de "temps, diners i males gestions", va abandonar el projecte, i el treball realitzat no va arribar a incloure's en la versió final del joc.
Amb la banda Tapeworm, Reznor va col·laborar uns deu anys amb Danny Lohner, Maynard James Keenan i Atticus Ross, encara que el projecte es va donar per finalitzat abans que poguessin llançar cap material oficial. L'única música de Tapeworm coneguda és una versió d'una cançó anomenada "Vacant", titulada "Passive", que apareix en l'àlbum de covers d'A Perfect Circle de 2004, Emotive. L'any 2010 va compondre, al costat d'Atticus Ross, la banda sonora de la pel·lícula La xarxa social (The Social Network), per la qual va guanyar el seu primer Globus d'Or i l'Oscar el 27 de febrer de 2011. També, a finals de desembre del 2010, Reznor va anunciar que al costat d'Atticus Ross tornarien a col·laborar en la composició de la música de la propera pel·lícula de David Fincher, el remake de la cinta basada en el best seller The Girl With The Dragon Tattoo. Per aquesta pel·lícula van rebre una nominació als Globus d'Or del 2012 i una per als Premis Grammy de 2013, en la categoria millor banda sonora per a un mitjà visual.

### Beats i Apple
El gener de 2013, el fundador Reznor i el fundador de TopSpin Mitjana, Ian Rogers, van ser triats per ser el cap, dins de l'empresa Beats, del nou servei de subscripció de música electrònica, el projecte Daisy; aquest projecte l'ha descrit el cofundador de Beats, Jimmy Iovine, com "tenir maquinari, marca, societats de distribució i les relacions artistiques per diferenciar a Daisy de la competència". Va ser nomenat director creatiu (CCO) i el servei va ser llançat oficialment als Estats Units el 21 de gener de 2014.
Posteriorment Beats fou venuda a Apple Inc i Reznor ha continuat fent un paper similar, on ha participat en el llançament d'Apple Music, que entre altres coses és un servei de música per streaming i conté un servei de ràdio les 24 hores del dia, amb Dj en viu, i Connect, que permet enllaçar artistes i seguidors. Ha estat la mateixa Beats la que ha explicat a través dels seus fundadors que Reznor ha estat una força vital en el desenvolupament d'aquest servei.

## Influència
El treball de Reznor amb Nine Inch Nails ha influït en molts altres artistes, que segons el mateix Reznor van des de "imitacions genèriques" provinents de l'època de primers èxits de la banda fins a bandes més joves fent-se ressò del seu estil "d'una forma més real, menys imitativa". Després del llançament de The Downward Spiral, artistes de primer nivell van fer ressò de la influència de Nine Inch Nails (NIN): David Bowie va comparar l'impacte de NIN amb el de The Velvet Underground al seu moment. El 1997, Reznor va aparèixer en la llista de gent més influent de l'any elaborada per la revista Time, i la revista Spin li va descriure com "l'artista més vital de la indústria musical". Bob Ezrin, productor de Pink Floyd, Kiss, Alice Cooper i Peter Gabriel, el 2007 va descriure a Reznor com "un veritable visionari" aconsellant als artistes novells que prenguessin nota de la seva actitud de no comprometre's. En una poc habitual aparició en els premis Kerrang! a Londres aquest any, Reznor va acceptar el premi Kerrang! Icon per la llarga influència de Nine Inch Nails en la música rock.
Timbaland, un dels productors de música pop més populars dels últims anys ha citat a Trent Reznor com el seu productor d'estudi favorit. Reznor ha citat a Gary Numan com a influència, arribant a dir "Si no hagués estat per The Pleasure Principle, no hagués entrat en això de la música". Numan va tocar amb Nine Inch Nails en un concert en l'O2 Arena de Londres el 15 de juliol de 2009 després de la introducció de Reznor que va dir que Numan "havia estat una inspiració vital i enorme per a ell els últims vint anys". Van tocar dues cançons de Numan, "Metall" i "Cars".